# Filip Zubčić
Filip Zubčić (Zagreb, 27. siječnja 1993.) hrvatski je alpski skijaš. Od sezone 2013./2014. član je "A" reprezentacije Hrvatske. Član je SK Končar iz Zagreba. Njegova sestra Tamara Zubčić također je skijašica.
Pobjedom 22. veljače 2020. na veleslalomskoj utrci u japanskoj Yuzawa Naebi postao je prvi Hrvat nakon Ivice Kostelića koji je ostvario pobjedu u Svjetskom skijaškom kupu, kao i prvi hrvatski pobjednik u veleslalomskoj utrci Svjetskog kupa uopće.

## Životopis

### Skijaška karijera
Sezona 2014./15. Filip Zubčić napravio je velike rezultate. U svjetskom kupu nastupio je čak 16 puta. Najbolje rezultate napravio je u veleslomu gdje je u Areu (ŠVE) došao do prvih bodova, završio je na 25. mjestu, odmah nakon toga veliku senzaciju napravio je u talijanskoj Alta Badiji u kojoj je s poznatim hrvatskim startnim brojem 64 došao do 7. mjesta i tim rezultatem ušao među 30 najboljih veleslalomaša u svijetu danas. Nakon tog rezultata u Zagrebu na Sljemenu u slalomu bio je 15. i skupio prve slalomske bodove u sezoni. U Adelbodenu je bio 28. u veleslalomu, a u Kranjskoj Gori 20. Svim tim solidnim rezultatima u sezoni osigurao je finale u veleslalomu u francuskom Meribelu gdje su mmu bodovi izmakli za 3 mjesta, završio je odličan 18. što mu je i drugi najbolji veleslalomski rezultat sezone. Na kraju je sezonu završio kao 25. veleslalomaš svijeta.
Sezone 2017./2018. u bolje rezultate sezone bio mu je u veleslalomu Svjetskog kupa u Val d'Isereu 8. prosinca, gdje je bio 13. 28. siječnja bio je 19. u veleslalomu Svjetskog kupa u Garmisch-Partenkirchenu, na dan kad je Marcel Hirscher pobjedom u istoj utrci postao najuspješniji austrijski skijaš svih vremena u utrkama Svjetskog kupa. Novi rezultat karijere u istoj sezoni ostvario je 13. veljače 2018. na Olimpijskim igrama u Pjongčangu, 12. mjestom u kombinaciji. Nakon kombinacijskog spusta bio 28., u slalomu je bio osmi. Sezona 2018./2019. bila je nagovještaj veličanstvene 2019./2020. 22. veljače 2019. u bugarskom Banskom je u kombinaciji bio osmi, zaostavši za pobjednikom Francuzom Alexisom Pinturaultom 1,38 sekunda, pri čemu je u slalomskoj kombinaciji Zubčić bio treći, a bolji su od njega bili samo najbolji skijaš svijeta Austrijanac Marcel Hirscher i Kanađanin Trevor Philp. Sudionik sjajnog dana hrvatskih skijaša u slalomu Svjetskog kupa u Kranjskoj Gori 10. ožujka, kad su četvorica osvojila bodove: Istok Rodeš 18., Matej Vidović 22., Filip Zubčić 23. i Elias Kolega 24. Sezona 2019./2020. najuspješnija je u Zubčićevoj karijeri. 8. prosinca 2019. osvojio je svoje prve bodove u karijeri u veleslalomu Svjetskog kupa. U američkom Beaver Creeku je sa startnim brojem 26 bio 17. u prvoj vožnji i nakon druge vožnje došao do osmog mjesta, zaostavši za pobjednikom 2,1 sekundu. Prosinca 2019. nakon druge vožnje veleslaloma u talijanskoj Alta Badiji sa startnim brojem 22 bio je deveti u prvoj vožnji, izvrsno odvozio drugu a zbog propusta organizatora umalo je došlo do tragedije. Čovjek koji provjerava je li sve u redu u cilju kad je stanka između nastupa skijaša krivo je shvatio poruku direktora utrka u FIS-u te je prošetao uz ciljnu crtu, a u tom je trenutku brzinom od 80 km/h došao Zubčić koji je jedva izbjegao tu osobu. Zbog toga je usporio i skrenuo s idealne putanje i izgubio na vremenu. Da su se sudarili, oboje su mogli biti teško ozlijeđeni. 11. siječnja 2002. u švicarskom Adelbodenu bio je drugi u veleslalomu. To je bilo prvo hrvatsko postolje u muškom Svjetskom kupu nakon 2015. godine kad je Ivica Kostelić bio treći u kombinaciji, te peti hrvatski skijaš koji se popeo na postolje nakon brata i sestre Kostelić, Ane Jelušić i Natka Zrnčića Dima. 2. veljače 2020. stigao do četvrtog mjesta u veleslalomu u njemačkom Garmisch Partenkirchenu, nakon što je u prvoj vožnji bio deveti sa 63 stotinke zaostatka za vodećim. 9. veljače 2020. bio je 12. u paralel-slalomu u francuskom Chamonixu. 22. veljače 2020. pobijedio je u veleslalom u japanskoj Naebi, ostavivši drugoplasiranog za 0,74 stotinke. U prvoj vožnji bio je 12. i zaostajao je za vodećim za 1,58 sekunda. Prvi je hrvatski skijaš koji je pobijedio u veleslalomu u Svjetskom kupu. Pobjedom je došao do trećeg mjesta u poretku veleslaloma, s istim brojem bodova kao Francuz Alexis Pintaurault, po 288 bodova, 46 bodova iza drugoplasiranog Norvežanina Henrika Kristoffersena i 56 bodova iza prvoplasiranog Slovenca Žana Kranjca. Nakon pobjede Zubčić je na 17. mjestu ukupnog poretka Svjetskog kupa. 2. ožujka 2020. opet je bio na postolji. Nakon što je bio drugi u prvoj vožnji, mjesto je obranio i u drugoj smanjivši zaostatak za prvim na 45 stotinki sekunde. Nakon Hinterstodera u ukupnom poretku veleslalomaša poveo je Kristofferson s 394 boda, Pinturault je drugi s 388 bodova a Zubčić treći sa samo 26 bodova zaostatka. U ukupnom poretku Svjetskog kupa Zubčić je došao nakon Hinterstodera na 14. mjesto s 475 bodova.

## FIS-ov Svjetski kup

### Poretci po sezoni
| sezona | godina | ukupno | slalom | veleslalom | super-G | spust | kombinacija | paralelni slalom |
| ------ | ------ | ------ | ------ | ---------- | ------- | ----- | ----------- | ---------------- |
| 2015.  | 22     | 83.    | 41.    | 25.        | —       | —     | —           | —                |
| 2016.  | 23     | 78.    | —      | 28.        | —       | —     | 32.         | —                |
| 2017.  | 24     | 75.    | —      | 26.        | —       | —     | 32.         | —                |
| 2018.  | 25     | 68.    | —      | 21.        | —       | —     | —           | —                |
| 2019.  | 26     | 60.    | 52.    | 27.        | —       | —     | 12.         | —                |
| 2020.  | 27     | 14.    | 32.    | 3.         | —       | —     | 30.         | 18.              |
| 2021.  | 28     | 5.     | 24.    | 3.         | —       | —     | —           | 10.              |
| 2022.  | 29     | 23.    | 22.    | 14.        | —       | —     | —           | 24.              |
| 2023.  | 30     | 26.    | 27.    | 10.        | —       | —     | —           | 24.              |

### Postolja po disciplinama
- 3 pobjede – (3 VSL)
- 12 postolja – (11 VSL, 1 SL)

| sezona | nadnevak           | skijalište              | disciplina | plasman   |
| ------ | ------------------ | ----------------------- | ---------- | --------- |
| 2020.  | 11. siječnja 2020. | Adelboden, Švicarska    | Veleslalom | 2. mjesto |
| 2020.  | 22. veljače 2020.  | Yuzawa Naeba, Japan     | Veleslalom | 1. mjesto |
| 2020.  | 2. ožujka 2020.    | Hinterstoder, Austrija  | Veleslalom | 2. mjesto |
| 2021.  | 5. prosinca 2020.  | Santa Caterina, Italija | Veleslalom | 1. mjesto |
| 2021.  | 7. prosinca 2020.  | Santa Caterina, Italija | Veleslalom | 3. mjesto |
| 2021.  | 8. siječnja 2021.  | Adelboden, Švicarska    | Veleslalom | 2. mjesto |
| 2021.  | 9. siječnja 2021.  | Adelboden, Švicarska    | Veleslalom | 2. mjesto |
| 2021.  | 27. veljače 2021.  | Bansko, Bugarska        | Veleslalom | 1. mjesto |
| 2021.  | 20. ožujka 2021.   | Lenzerheide, Švicarska  | Veleslalom | 2. mjesto |
| 2022.  | 12. prosinca 2021. | Val-d'Isère, Francuska  | Slalom     | 3. mjesto |
| 2024.  | 17. prosinca 2023. | Alta Badia, Italija     | Veleslalom | 2. mjesto |
| 2024.  | 6. siječnja 2024.  | Adelboden, Švicarska    | Veleslalom | 3. mjesto |

### Rezultati po disciplinama
| Disciplina         | Broj nastupa | Top 30 | Postolja | Pobjede | Najbolji rezultat                                     | Najbolji rezultat                                            | Najbolji rezultat |
| Disciplina         | Broj nastupa | Top 30 | Postolja | Pobjede | Datum                                                 | Skijalište                                                   | Mjesto            |
| ------------------ | ------------ | ------ | -------- | ------- | ----------------------------------------------------- | ------------------------------------------------------------ | ----------------- |
| Slalom             | 60           | 22     | 1        | 0       | 12. prosinca 2021.                                    | Val-d'Isère, Francuska                                       | 3. mjesto         |
| Veleslalom         | 68           | 50     | 11       | 3       | 22. veljače 2020. 5. prosinca 2020. 27. veljače 2021. | Yuzawa Naeba, Japan Santa Caterina, Italija Bansko, Bugarska | 1. mjesto         |
| Super-G            | 5            | 0      | 0        | 0       | 27. siječnja 2019.                                    | Kitzbühel, Austrija                                          | 40. mjesto        |
| Spust              | 0            | 0      | 0        | 0       |                                                       |                                                              |                   |
| Paralel            | 6            | 5      | 0        | 0       | 18. prosinca 2017.                                    | Alta Badia, Italija                                          | 8. mjesto         |
| Alpska kombinacija | 7            | 6      | 0        | 0       | 22. veljače 2019.                                     | Bansko, Bugarska                                             | 8. mjesto         |
| Ukupno             | 169          | 83     | 11       | 3       |                                                       |                                                              |                   |

- podaci zaključno s 29. prosinca 2023. (podaci za Top 30 do 22. ožujka 2022.)

## Velika natjecanja

### Svjetska prvenstva
| godina  |        |            |         |       |             |        |                  |   |
| starost | slalom | veleslalom | super G | spust | kombinacija | ekipno | paralelni slalom |   |
| 2011.   | 18     | 30.        | —       | —     | —           | —      | —                |   |
| 2013.   | 20     | DNF2       | 28.     | —     | —           | —      | 9.               |   |
| 2015.   | 22     | 13 .       | 16.     | —     | —           | —      | 9.               |   |
| 2017.   | 24     | —          | 19.     | 31.   | —           | DNF2   | 9.               |   |
| 2019.   | 26     | 26.        | 19.     | 29.   | DNS         | 40.    | —                |   |
| 2021.   | 28     | DNF2       | 4       | —     | —           | —      | —                | 2 |

### Olimpijske igre
| godina  |        |            |         |       |             |     |
| starost | slalom | veleslalom | super G | spust | kombinacija |     |
| 2014.   | 21     | —          | DNF1    | —     | —           | —   |
| 2018.   | 25     | DNF1       | 24.     | DNF   | —           | 12. |
| 2022.   | 29     | 18.        | 10.     | —     | —           | —   |

## Vanjske poveznice
- Facebook